# Весељко Тривуновић
Весељко Тривуновић (Бања Лука, 13. јануар 1980) бивши је српски фудбалер и државни репрезентативац. Играо је на позицији везног играча.

## Каријера
Тривуновић је почео да тренира у ФК Соко из Нове Гајдобре, да би као 15-годишњак прешао у Црвену звезду. За први тим Црвене звезде никада није дебитовао, већ је провео четири године играјући на позајмицама у Лозници, Радничком из Обреновца и Јединству са Уба. Након раскида уговора са Звездом, играо је за ЧСК Пивару, Младост из Апатина, Војводину и ОФК Београд где је доживео потпуну афирмацију и заслужио позив у репрезентацију.
У јулу 2011. потписао је једногодишњи уговор са азербејџанском Габалом, коју је тада тренирао Тони Адамс. За прелазак у Азербејџан пресудан је био учинак Тривуновића на мечу репрезентације Србије против Израела, који је гледао легендарни играч Арсенала. Након сезоне у Азербејџану, вратио се у ОФК Београд. Потом је једну сезону провео и у Спартаку из Суботице. У лето 2014. потписао је за прволигаша ОФК Бачку из Бачке Паланке. Са екипом Бачке је у сезони 2015/16. изборио пласман у Суперлигу Србије. Наредне две и по године је наступао за Бачку у Суперлиги, након чега је напустио клуб. Почетком 2019. године прикључио се српсколигашу ЧСК Пивари. У сезони 2020/21. играо је за Хајдук из Дивоша, члана Војвођанске лиге.
Тривуновић је у новембру 2010, као 30-годишњак, добио први позив у сениорску репрезентацију Србије. Селектор Владимир Петровић Пижон га је уврстио на списак играча за пријатељску утакмицу против Бугарске у Софији. Тривуновић је за репрезентацију дебитовао ушавши у игру у другом полувремену уместо Ненада Милијаша. Петнаестак минута касније је асистирао Николи Жигићу за победоносни гол. На свом другом мечу, 9. фебруара 2011, против Израела (2:0) у Тел Авиву је постигао и гол. Укупно је за национални тим одиграо шест утакмица.

### Голови за репрезентацију
| # | Датум            | Место                      | Противник | Гол | Резултат | Такмичење   |
| - | ---------------- | -------------------------- | --------- | --- | -------- | ----------- |
| 1 | 9. фебруар 2011. | Блумфилд стадион, Тел Авив | Израел    | 2–0 | 2–0      | Пријатељска |